# 地図

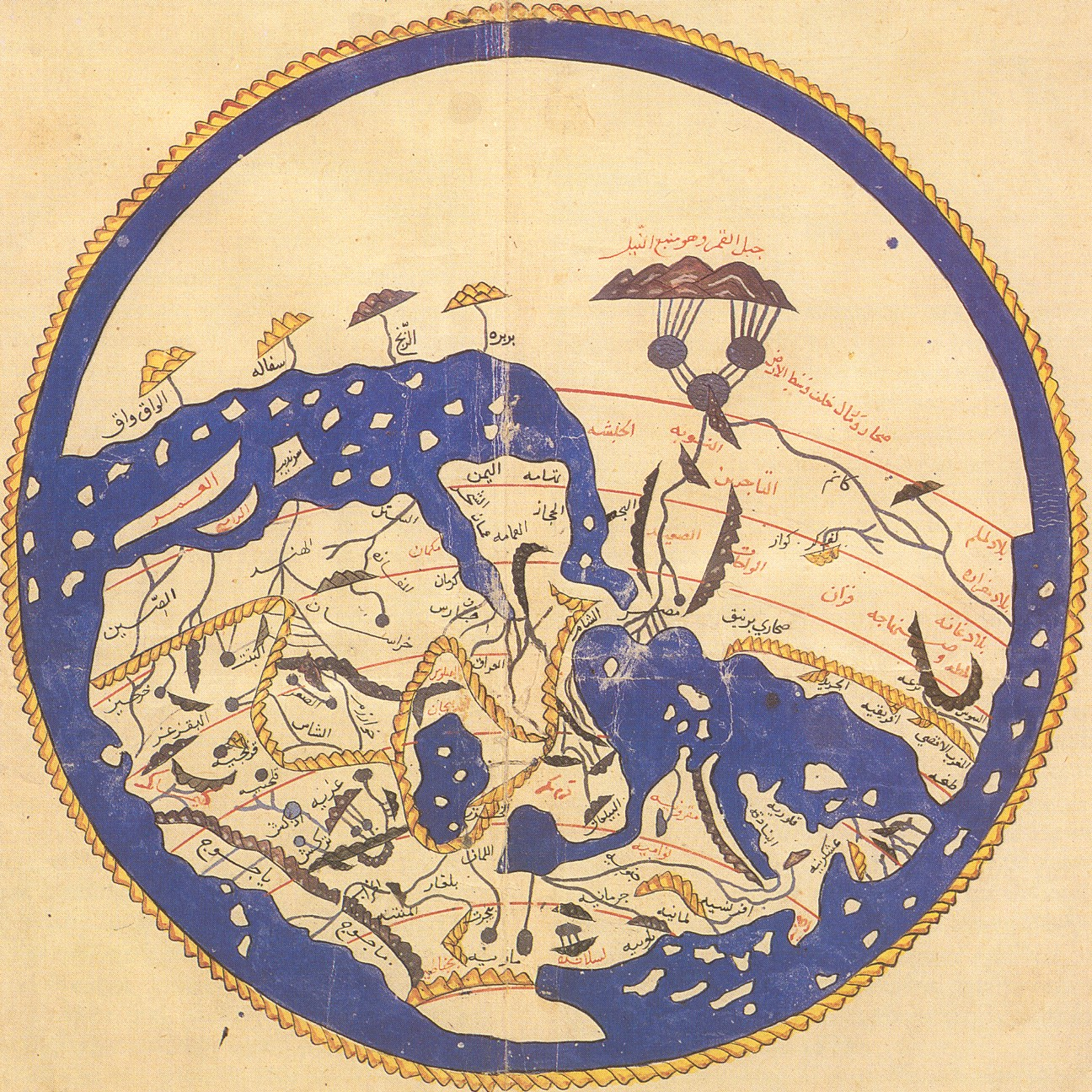
イドリースィーによる世界地図。1154年頃に作成されたもので、メッカを中心に南を上、東を左としている。これによりメッカからの方角が分かりやすくなっている。また気候区分を示す線も描かれている。

地図（ちず、英: mapマップ、chartチャート）とは、地球表面の一部または全部を縮小あるいは変形し、記号・文字などを用いて表した図。

## 概要
地図とは、地球表面の一部あるいは全部の状況を、通常は縮小して、記号化し、平面上に表現したものである。
地図は「文化の総合的産物」ともいわれ、「文字よりも古いコミュニケーション手段」と称されることがあるように、表現手法として人類に重宝されてきたものである。
地図の具備すべき条件として、(1) 距離、(2) 面積、(3) 角、(4) 形の正確さと、(5) 明白さ・理解しやすさ等の要素があるとされる。実用の地図は測量の結果を紙上に展開して地形・地物・説明文字を付して完成させた実測図と、実測図の成果や各種資料により編集原図を作製し製図・製版・印刷を経て出版される編纂図に大別される。ただ、地球は回転楕円体（扁球）である。平面的な小地域を図化した実測図においては上の条件を実用的な程度にまで満足させることができるが、球面の影響の出る大地域を図化した編纂図においては投影法や縮尺などの点から上の条件を満たしきれないため読む際に注意を必要とする場合がある。
地図の製作と収集能力を買われ、アメリカ合衆国連邦政府に登用されたイザイア・ボウマンは「地図は地理的ないろいろの象徴の中で最も普遍性のある、また最も目立ったものである」と述べ、地理学における地図の重要性を説くと同時に、地理学は単なる「分布の科学」ではないとし、地理学における地図の限界にも言及している。ボウマンの指摘した地図の役割を要約すれば、分布の明示・測定の具象化・関連し合うものを同時に表現することの3点となる。
地図では情報の多くが地図記号で表されているが、地図の種類または国ごとに統一され決められている。ただし地形図以外のもの（道路地図やガイドマップなど）においてはこのような規格には沿っていないものが多い。さらに鉄道路線図のように接続関係のみを重視し幾何学的正確性を無視したものもある。
地図のデジタル化が進み地図上に多くの情報をあわせて持つことができるようになっている（地理情報システム（=GIS）参照）。
明確な定義があるわけではないが、江戸や明治時代に作られた戦前の古い地図を古地図と呼ぶ。
日本では、教科用図書としての地図が存在している。

## 歴史
地図は、文字よりも古くから人類に使われていたと考えられている。また、文字が存在しない文化でも、地図に類するものが使われている場合がある。

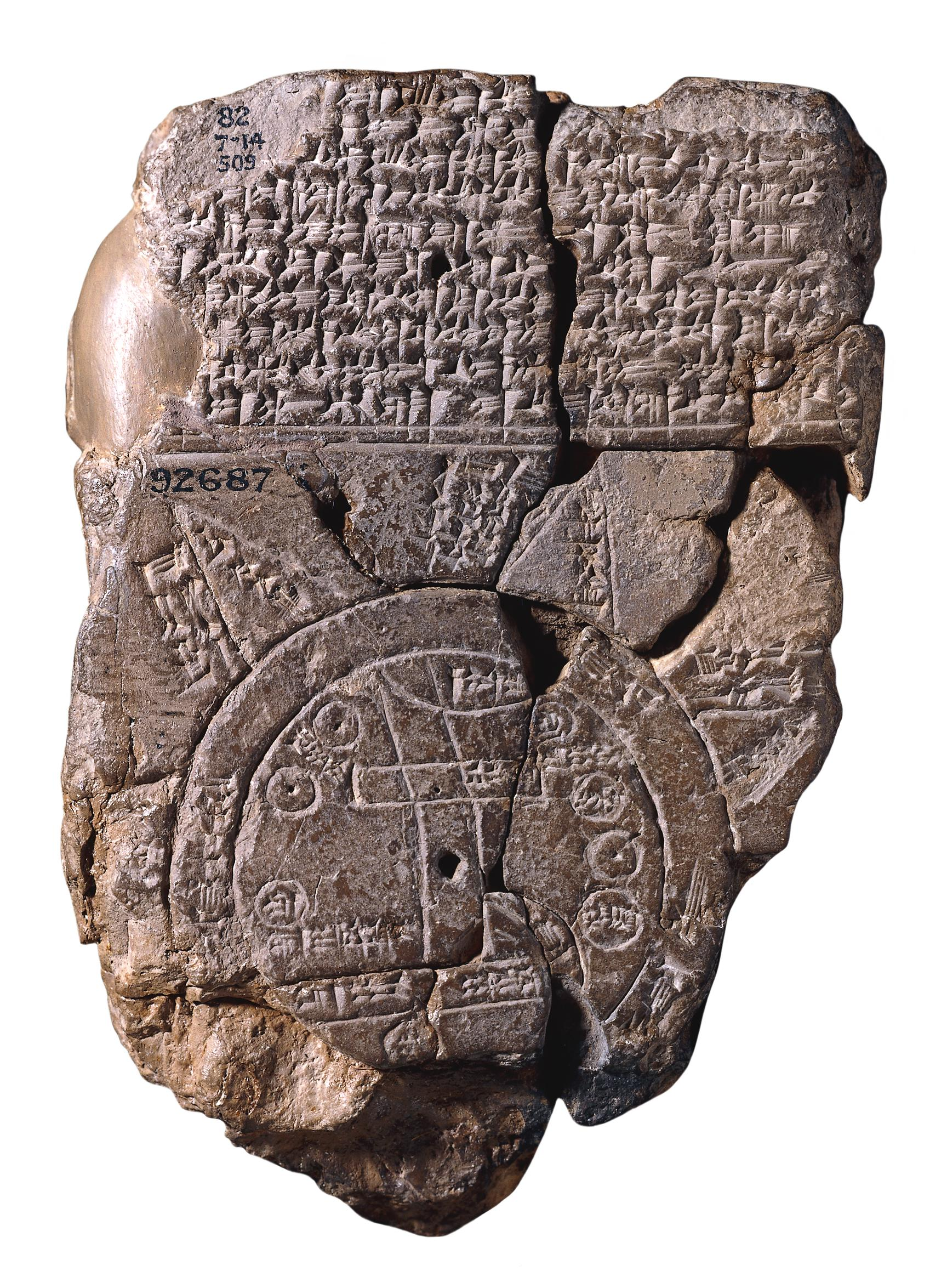
バビロニアの世界地図（紀元前600年ころ）

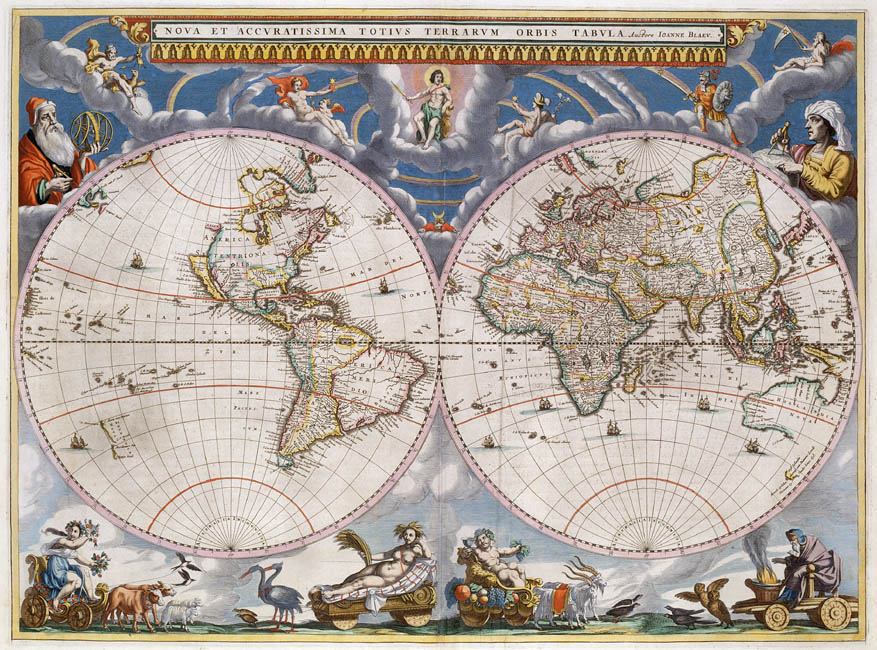
ブラウ図（1664年）

原始時代の地図は残存してはいないものの、その名残とされるものとしてはタヒチの先住民による木片を用いた立体図やマーシャル諸島の先住民によるヤシの繊維とタカラガイを用いた航海用図といったものがある。
現在、発見されているものの中で、最も古いと考えられている世界地図は、バビロニアの世界地図である。紀元前600年ごろに作成されたと考えられている。ただ、世界地図とは言っても、想像や伝聞情報によると思われる箇所が多く、正確に描けているのはバビロンと周辺都市に限られている。
社会が発展して国家が誕生すると、土地の耕作や用水路の建設など、行政のために地図は欠かせないものとなった。また、戦争ともなると地の利を活かす必要があり、軍事面でも自国や敵国の地形を把握することが重要となっていった。そのため、古今東西を問わず、為政者は正確な地図を作るために力を入れ、地理学者を呼び寄せるなどしていた。ノルマン王ルッジェーロ2世はイドリースィーを招き、1154年当時の当時の知見を集大成した世界地図を作成させている。
日本では、平安時代初期の弘仁5年6月23日付官符に引用されている「天平10年5月28日格」に「国図」の語があり、『続日本紀』の天平10年8月の記事に「天下の諸国をして国郡図を造進させる」と見えているので、この頃には日本地図が存在していたと考えられている。ただし、地図そのものは残っておらず詳細は不明である。現在確認されている中で、日本の最も古い地図は奈良時代の行基が作ったとされる行基図である。これは、正確性に欠けるものの広く流通し、いくつかの修正は入ったものの一般庶民には江戸時代まで使われていた。また、土地の耕作者や納税負担者を確定させるために「田図」などの土地関係の地図は古くから作成されていたと考えられ、律令制の下では田畑の調査をした際の校田図と班田収授の結果を記した班田図、荘園が自己の所有地を記した荘園図、寺院が寺境内の区画や荘園などの所領について作成した寺域図・寺領図などの存在が知られており、縮尺や方格を用いた地図は奈良時代には存在していた。これらは先に律令制を採用していた中国からの技術に基づいたとみられている。

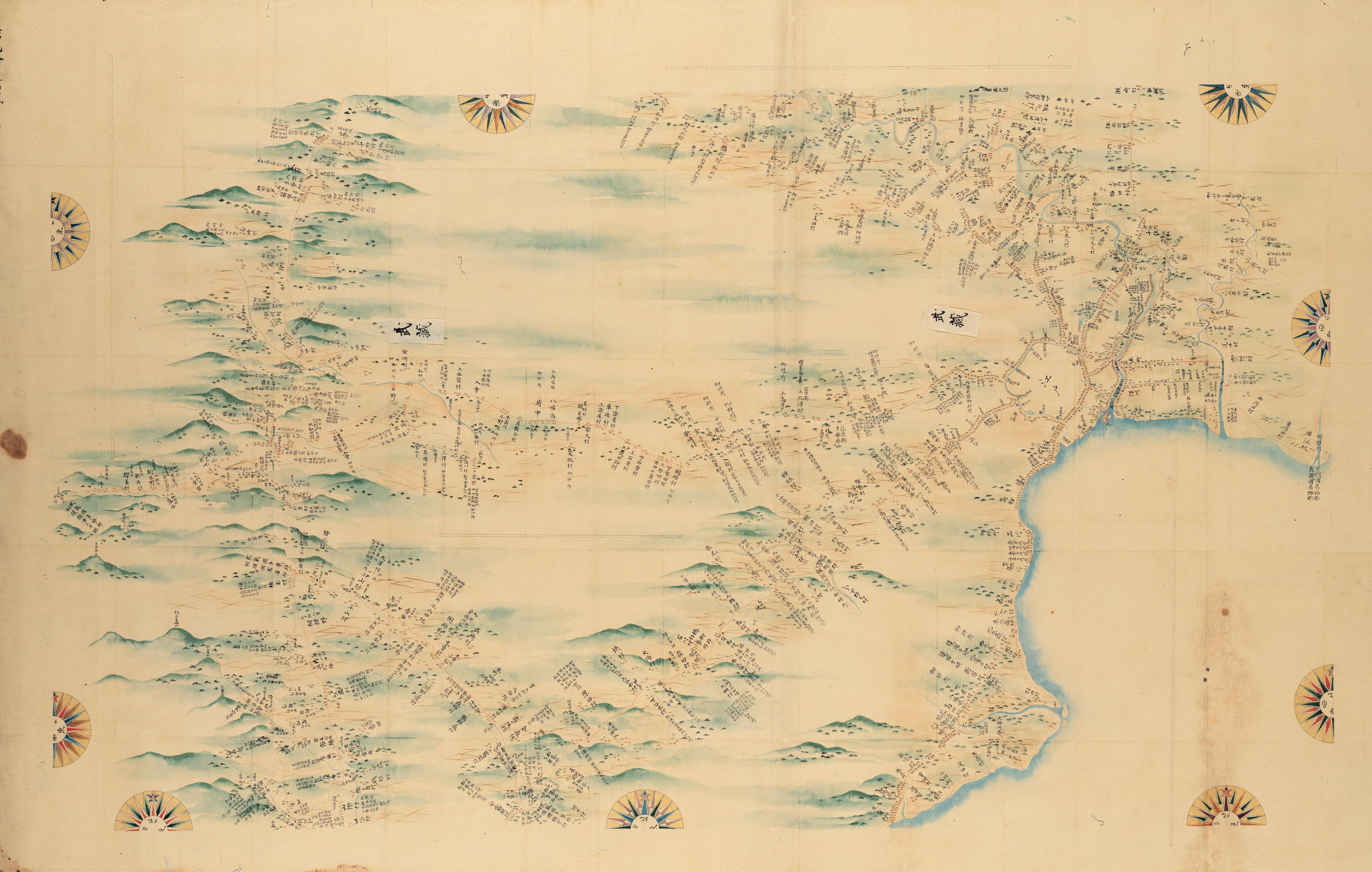
伊能忠敬による『大日本沿海輿地全図』武蔵・下総・相模

日本人が自国の正確な形を知ったのは、伊能忠敬らが作り上げた大日本沿海輿地全図によってである。この地図の精度は既存の地図を凌駕する正確なものであった。
20世紀に入ると測量技術の向上が図られ、世界的に地図の精度も著しく向上する一方、政治的な意図により敢えて誤った情報を書き込む、もしくは隠匿する動きも見られた。
1960年代後半にソビエト連邦、ソ連科学アカデミーが修正した地図では、レニングラードなどの都市や鉄道の位置が10km単位でずれており、アメリカ合衆国側は弾道ミサイル攻撃を想定した国防的意図をもった修正としてみなしていた。また、ソビエト連邦以外でも、軍事産業などを担う秘密都市など最初から地図に載せないケースが見られた。

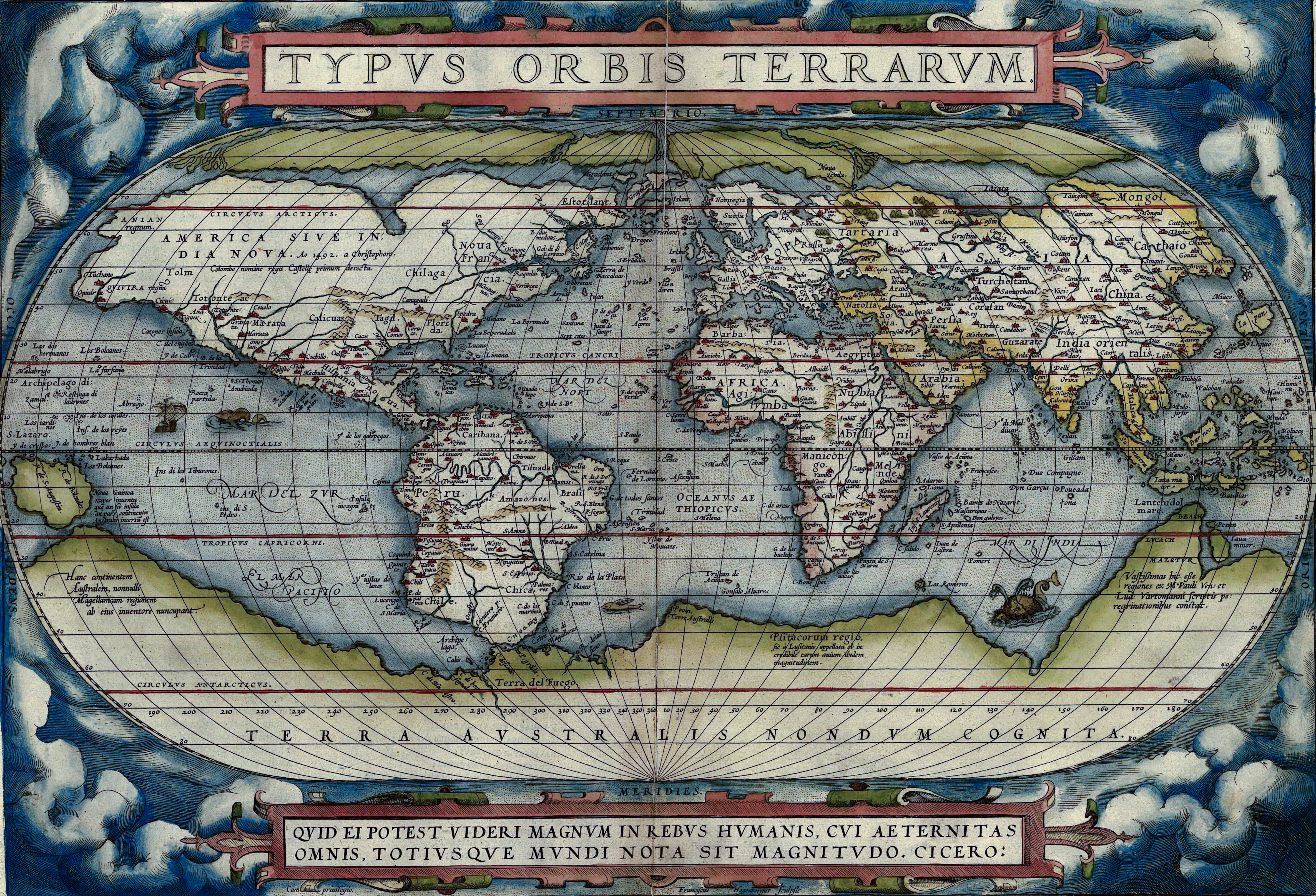
アブラハム・オルテリウスが描いた世界地図（1570年）
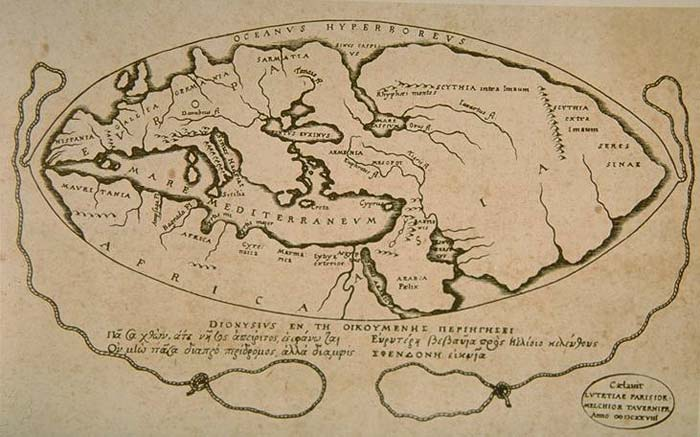
ポセイドニオスが描いたとされる世界地図（画像は1628年に書かれた複製品）
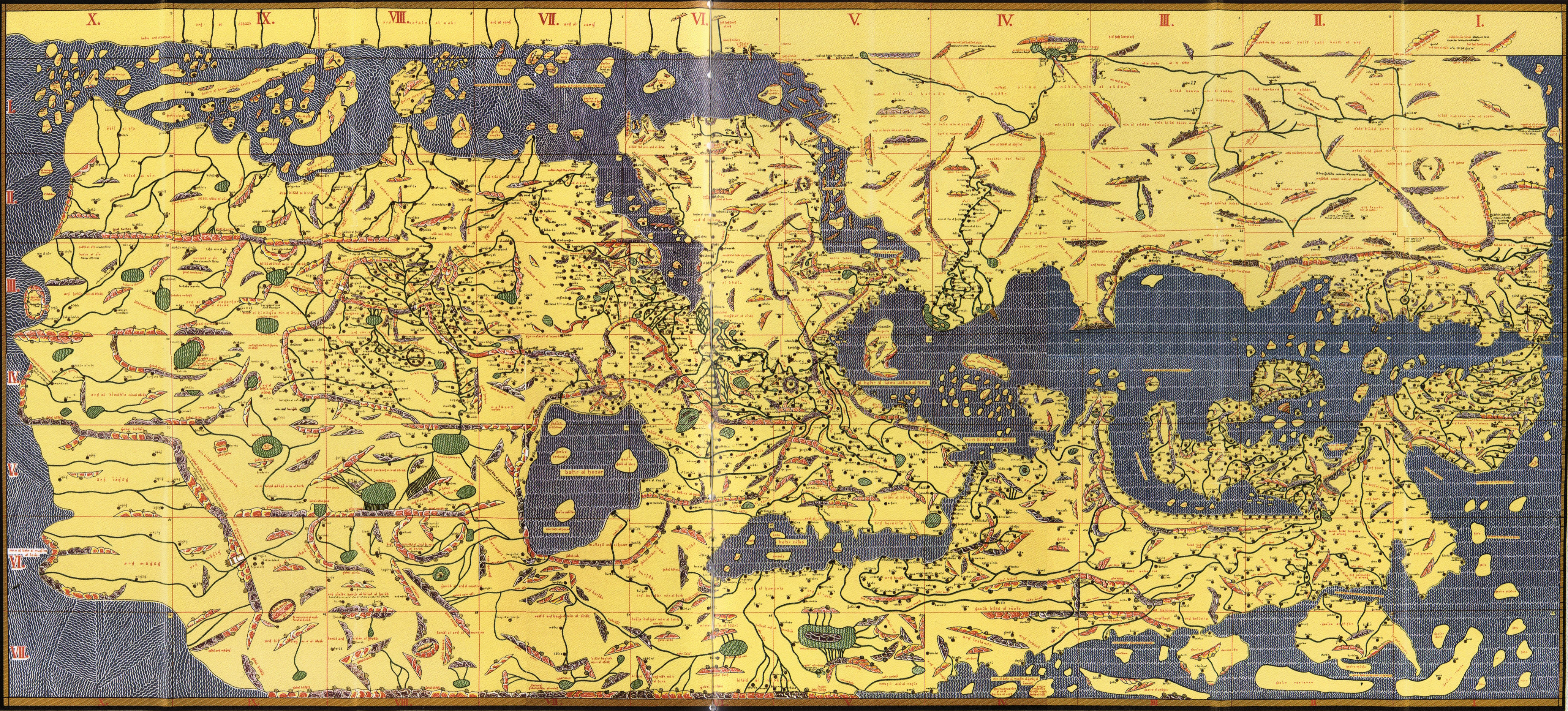
1154年、イドリースィーが描いたとされる世界地図。北が下になっている。
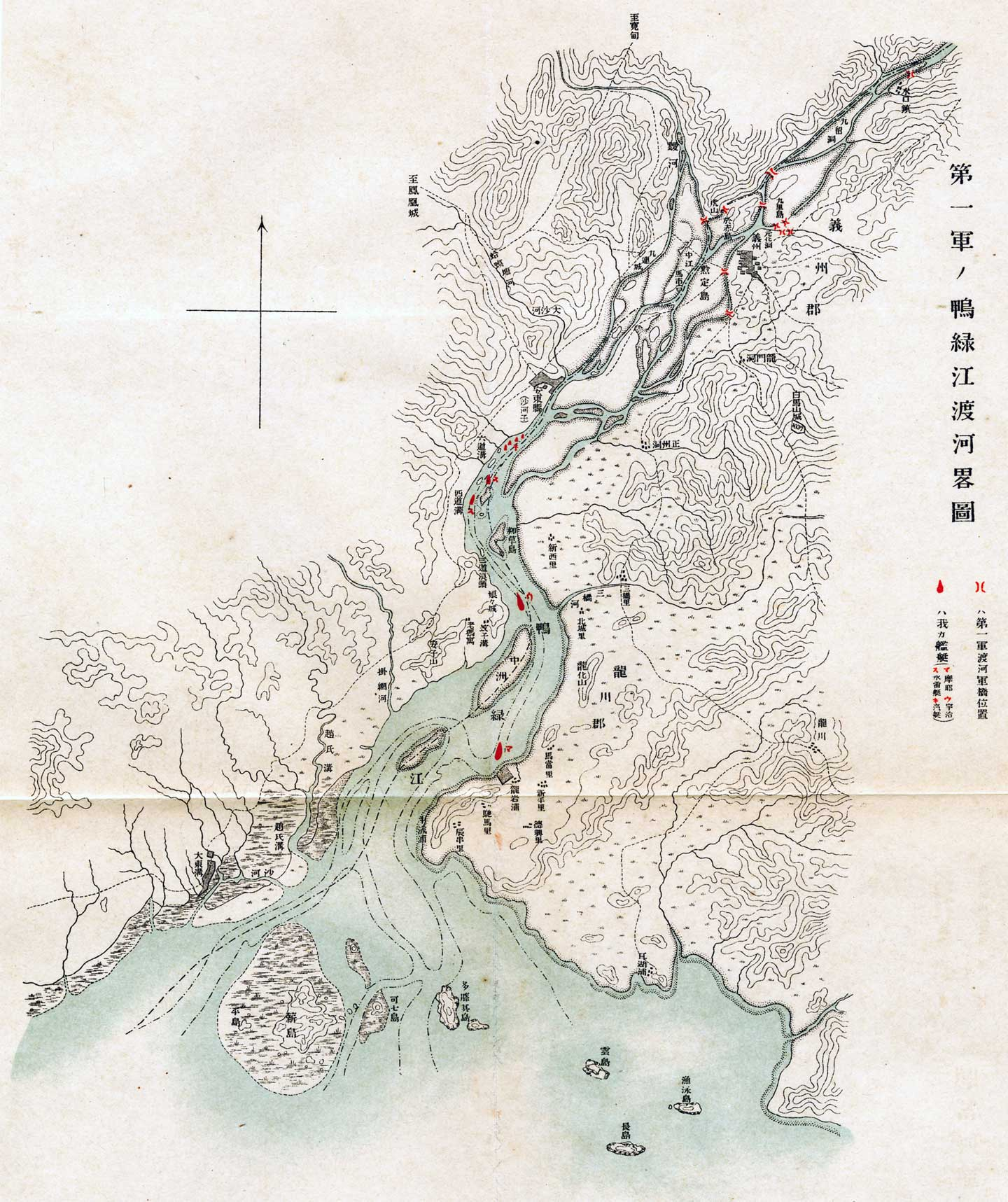
鴨緑江会戦において、日本軍の第一軍が所有していた地図。
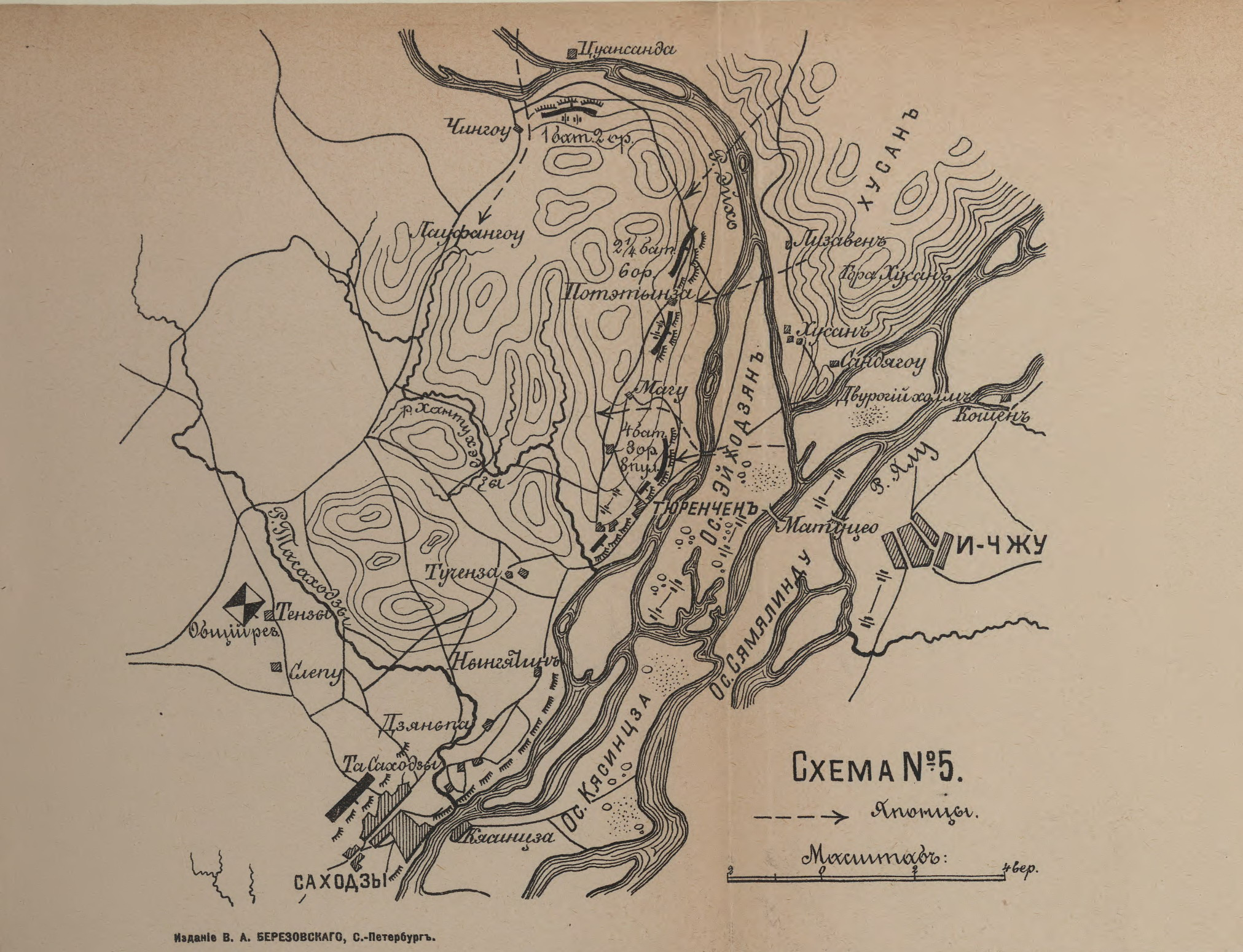
鴨緑江会戦の、ロシア軍の地図。日本軍の位置などが書きこまれている。

## 地図の種類
地図学上の分類である一般図と主題図については「地図学#地図の種類」を参照。

### 作製方法による分類
地図には広義の測量の直接的な成果として得られる実測図とこれを編集して作製される編纂図がある。
このうち実測図はさらに基準点測量を基礎として細部を地形測量で測図した地形図と、単に地形測量や特殊測量のみによって測図される略測図に分けられる。
書店等で一般的に入手可能な地形図は、東西南北や緯度、経度が指し示されて、等高線による土地の高低差、海、湖、河川のような水域、行政区画、道路や建物の位置などの多くの情報が網羅されている。地形図について日本では国土地理院により測量が行われている。従来使われてきた測地系（座標を決める基礎情報）が、GPSなどで使われるものと大きく異なっていたため、測量法の改正により2002年4月1日に「日本測地系」を「世界測地系」に変更した。その前後の緯度、経度は座標変換が必要になる。
また、編纂図も実測図をもとに実地調査・統計・文献調査の成果を取り入れ編纂・図化した一般編纂図（地勢図や地方図など）と、特定の事象についてのみ表現を目的とする特殊編纂図（土地利用図や人口分布図など）に分けられる。

### 縮尺による分類
地図は縮尺によって、縮尺100万分の1より小さい小縮尺図、縮尺100万分の1から10万分の1の中縮尺図、縮尺10万分の1より大きい大縮尺図に分けられる。また日本の国土地理院地形図は慣例として、1/500～1/2500を大縮尺、1/1万～1/5万を中縮尺、1/10万より小さい場合を小縮尺という。
なお大縮尺(図)のほうが、細かいところまで描かれている地図である。｢縮め方の大きな地図｣という意味ではないので注意。

### 投影法による分類
地図には目的に応じた投影法が用いられる。地図は投影面の種類によって、平面図法、円錐図法、円筒図法、便宜図法に分類される。また、正しく表現する対象により、正主距離図（正距図）、正積図、正角図に分類される。

### 収容地域による分類
地図は収容地域によって、世界地図、半球図、日本地図のような各国の地図、市町村図などに分類される。

### 様式による分類
地図はその様式により、調製地域となる範囲を画した上で一定の経緯度で分割し一区画ごとに作製した切図（地形図や地勢図など）、用途に応じて一葉の形式あるいは折本や掛図とした全図（世界全図や日本全図など）、地勢図などを規格を統一して一冊の形式にまとめた地図帳に分類される。

### 目的による分類
地図は一般図と特殊図に分けられ、一般図は基本図と編纂図、特殊図は地籍図（土地事業用図、都市計画図、地質図など）と土地利用図（人口密度図、交通図、統計図など）に分けられる。

## 地図の要素

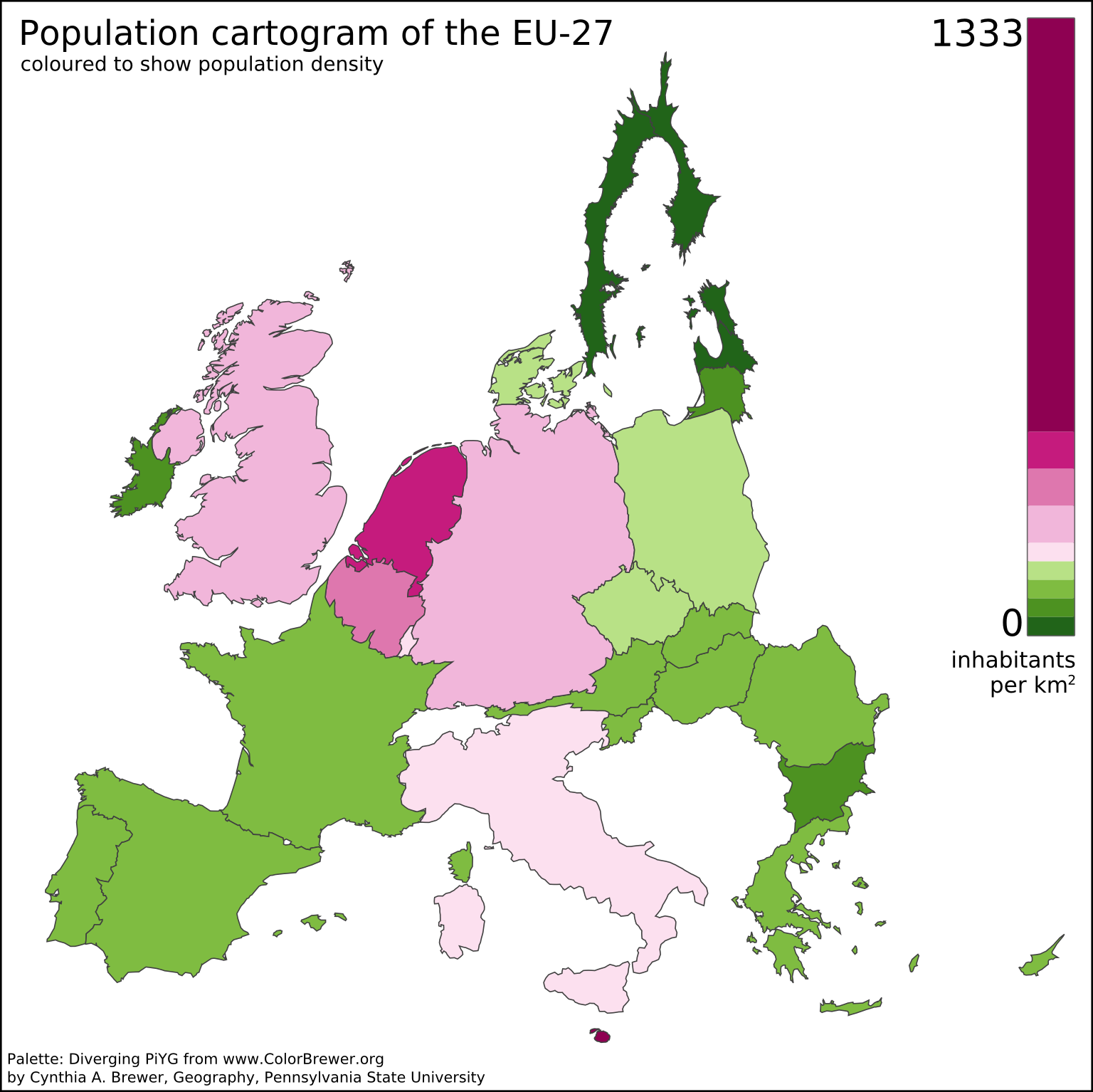
ヨーロッパの人口分布を記した地図。人口の多い地域を大きく描いているため、実際の地形とは大きく異なる。

地図の要素には (1) 距離・面積、(2) 位置・方向、(3) 高さ、(4) 地形・地物・地名などがある。

### 距離・面積
地図上の距離・面積は縮尺によって定まる。

### 位置・方向
地図上の位置・方向は投影法によって定まる。

### 高さ
地図上の高さは水準測量によって定まる。

### 地形・地物・地名
地形は水平曲線（等高線、等深線）あるいはボカシ・ケバ・段彩などによって表現される。
地物には都市・集落・鉄道・道路・河川など縮尺化して地図上で真形を表すことのできる骨格地物と、縮尺化しても地図上では真形を表すことのできない記号地物がある。記号地物はさらに、独立樹や井戸などの小物体、学校など建物の性質を示す副記号、水田や森林など地類の状況を示す地類記号などに分類される。
地図上の地名とは国名、地理的地名、路線名など図形で表現することが困難なもので、日本の地図では漢字、かな、数字などで記載される。

## 立体地図

地球を平面に描いた地図

立体地図（りったいちず）、あるいは3次元地図（さんじげんちず）とは、地形の起伏（大縮尺の場合は建築物の高低を含む）を見る人に感じさせる地図の総称であり、大別すると平面の紙に記したもの、模型で起伏を表したもの、コンピュータのデータで高さの情報を持っているものがある。

### 平面地図を用いた手法
隣接した視点からとった2枚の平面状の図を見ることによって、人間は脳内に立体的な像を再現することができるという立体視の技術によって作成された地図で、ステレオグラムとも称する。裸眼で見たり、赤色・青色の色眼鏡をかけて見る。この原理は写真測量法においては、標高が不明な2枚の航空写真から、写真内の地点の標高を求める際にも用いられる。

### 模型
工作物で高さを表す。「浮き彫り」のことをレリーフと呼ぶことから、レリーフ地図ともいう。また、ジオラマと称することもある。児童・生徒の工作の場合など、等高線の形に切り取った厚紙を重ねて作成することもある。なお、地球儀を立体地図の一種として扱う場合もある。

### コンピュータ地図

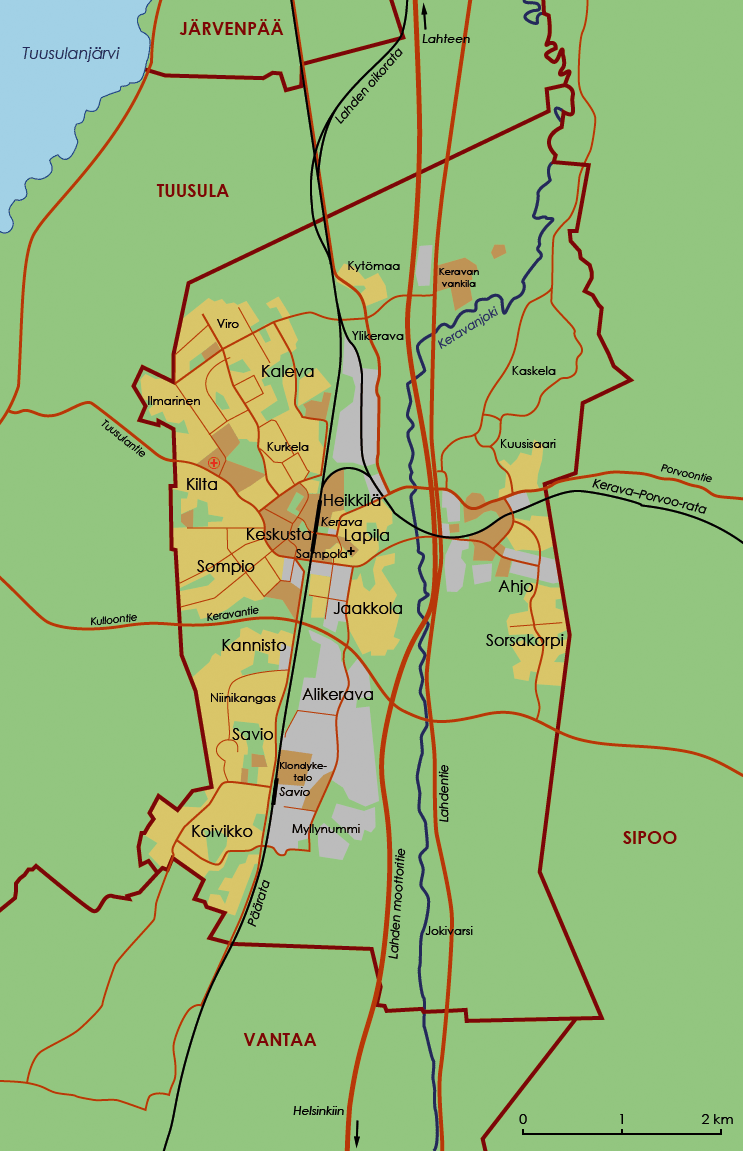
ケラヴァのコンピュータ地図

コンピュータ内のデータとして3次元情報を持ち、これを3次元コンピュータグラフィックスの技術によって画面上に地図として表示する。コンピュータ地図の一般として拡大・縮小・移動（スクロール）ができるほか、立体視特有の操作として空中の一点を「目」の位置として、ここから視線を上下左右に移動して見ることができる場合が多い。
データは、離散的な点の3次元座標を数値標高モデル(DEM)の形式で持ち、ここから地表面をポリゴンで表すようにソフトウェア処理する場合と、はじめからポリゴン形式で持つ場合がある。カーナビゲーション用の地図などで都市の建物の3次元情報を持つ場合はポリゴン形式が多い。

## 地図と法的関係

### 日本における権利
- 著作権法

地図は著作権法第10条1項6号で図形の著作物として例示されており、同法で保護される。保護期間はおよそ次のように定められている。
- 個人が著作権を持つときは、同法第51条において著作者の死後70年。
- 法人その他の団体が著作の名義を有するときは、同法第53条において公表後70年。
- 無名で公表されたときは、同法第52条において公表後70年。

なお、古い地図の中には『版権』と記されているものがあるが、これは『著作権』の旧称である。

### 不動産登記法による地図
不動産登記法第14条（地図等）には、
登記所には、地図及び建物所在図を備え付けるものとする。
地図は、一筆又は二筆以上の土地ごとに作成し、各土地の区画を明確にし、地番を表示するものとする。
と定められている。地図という普通名詞では紛らわしいので、一般に法14条地図と呼ばれている。この地図は、地籍調査に基づいて作成された地籍図、土地区画整理事業や土地改良事業に基づいて作成された土地の所在図などの、精度の高い測量成果に基づいて作成されている。
登記所には、法14条地図の条件を満たさない、地租改正や、その後に作成された精度の低い同条第4項に規定する地図に準ずる図面がまだ多く存在している。この図面のことを公図と呼ぶ。公図は、筆の距離・面積・方位・角度が歪んでいるが、筆相互の隣接関係による配置は概ね信頼できるとされている。

### 測量法と地図
国土地理院およびその前身（例：内務省地理局・参謀本部陸地測量部）が発行した地図のときは、1890年（明治23年）に陸地測量標條例が施行されたときに遡って、測量法の規定が適用される。

## インターネットにおける地図配信
インターネットによる地図配信は、ウェブサイトで閲覧するタイプと、専用ソフトウェアで閲覧するタイプに分けられる。
2006年のGoogle日本語版検索ランキングの1位は「地図」であり、インターネットにおいて最も主要なコンテンツとなった。

### Webサイトでの地図配信
初期の地図配信サイトは、技術的制約から縮尺変更やスクロールの度に画面遷移を必要とするものが大半だった。しかし、Google Mapsの登場以降、画面遷移のないスムーズな操作性の新世代地図サイトが登場し始めた。なお、Google Mapsの日本進出以前にMapionが実験サービス「マピオンラボ code:guriguri」としてスクロール地図の提供を行っている。
画面遷移のない地図配信の技術には主にAjaxが使われる。

#### 地図形式
使用される地図の形式は主に3つに分けられる。

##### ラスター地図
ラスター形式の地図をそのまま配信する方法。サーバにほとんど負荷がかからない。
最も簡単でスピーディーな方法に思えるが、地図のデータ量が膨大になる・決められた縮尺の地図しか表示できない・座標計算が難しい・減色時に隣り合う地図と色合いが変わらないようにしなければならない・等、簡単ではない。
空中写真（衛星写真や航空写真）はこの形式になる。

##### ベクター地図（サーバでラスタライズ）
ベクター形式の地図をサーバでラスター地図に変換し配信する方法。ハイスペックなサーバでも変換に時間がかかる。
変換用のソフトをサーバにインストールする必要があるが、座標と縮尺を指定するだけで地図が表示できる。
地図サイト構築用ソフトとして販売されているものはこの形式が多い。

##### ベクター地図
ベクター形式の地図をそのまま配信する方法。サーバにほとんど負荷がかからない。
レイヤ合成、レイヤ切り替え、クリッカブルマップ、拡大・縮小・回転表示の実現が比較的容易に可能で、印刷が最もきれいに行える。
国土地理院では電子国土背景地図を元にSVG形式の地図データを作成し、これを社会実験に用いることができるよう一般に公開している。

#### 主な地図配信サイト
- Ajax系
  - Google マップ[19]世界初のAjax地図サイトの日本語版。
  - goo 地図[20]（終了）
  - Yahoo!地図[21]
  - MapFan Web[22]
  - マピオン[23]
  - Zoom Earth[24]衛星写真・航空写真専門。かつてはFlash系地図サイト「FLASH EARTH」。
  - Bing Maps[25]
  - Open Street Map 世界規模のオープンデータ地図作成プロジェクト
- Flash系
  - NAVIEW[26]ベクター地図。2020年のFlash終了後もサイト現存（2024年時点）

### ソフトウェアでの地図配信
前もって地図のデータをダウンロードしておくものと、インターネットで逐次ダウンロードして地図を表示するものがあり、後者の形式が多い（初期の携帯電話・スマートフォンにおいては地図を保存する容量自体が厳しかった）。

#### 主な地図配信ソフトウェア
- PC
  - 電子国土Webシステム
  - Google Earth
- 携帯電話
  - NTTドコモ 地図アプリ
  - マピオン アプリスクロール地図
  - NAVITIME アプリ

## 地図制作を行っている組織・プロジェクト
- 国家地図作成機関（英語版） 各国の地図作成機関
- en:Category:Cartography organizations 地図製作会社のカテゴリページ（記事が作成済みの組織についてのみリスト化されている）

### 国際
- OSM財団 - 2006年設立の非営利法人。世界中のボランティアが参加する地図データベース「OpenStreetMap」を維持運営し、自由利用を促進している。
- Overture Maps Foundation - 2022年発足。Amazon・Meta・Microsoft・TomTom などが参加し、相互運用可能なオープン地図データを月次で公開している[27]。

### 欧州
- マヨルカ地図製作学校（英語版） ‐ イタリア近郊のマヨルカ島にいる地図製作者などのグループを指す歴史家によって造られた用語。

#### イギリス
- en:Ordnance Survey

#### オランダ
- [1]en:Tele Atlas (TomTom子会社) - カーナビ会社のTomTomに買収された。Apple iOS 6の地図として使われる (なお、日本部分ではインクリメントPが使われている)。

#### フランス
- fr:Institut national de l'information géographique et forestière
- ミシュラン

セーヌ＝マリティーム県にあるディエップでは、16世紀ごろに地図製作学校が設立され、フランスやイギリスの王族などが使う地図ディエップ・マップが製造された。

#### ドイツ
- Bundesamt für Kartographie und Geodäsie (BKG)

#### スペイン
- Dirección General del Instituto Geográfico Nacional

#### ポルトガル
- pt:Instituto Geográfico Português

大交易時代には、羅針儀海図が製造されていた。地図の情報は Politica de sigilo（機密）となっていたが、フランスのディエップなどには情報が流れていた。

#### イタリア
- it:Istituto Geografico Militare

16世紀には、イタリアの地図製作者Antonio Lafreriなど著名な製作者が関わった地図ラフレリ・アトラスが制作された。

#### スイス
- en:Swisstopo

#### ギリシア
- el:Γεωγραφική Υπηρεσία Στρατού

#### ロシア
- ru:Федеральная служба государственной регистрации, кадастра и картографии

### 北米・中米・南米

#### 米国
- アメリカ地質調査所
- Google - Google Mapsでは、他社の地図データの他に、膨大な独自の地図データを使っている (なお、日本部分ではゼンリンが使われている)。
- en:NAVTEQ (Nokia子会社) - 携帯会社のNokiaに買収された。MicrosoftのBingに使われている (なお、日本部分ではゼンリンが使われている)。

#### メキシコ
- 国立統計地理情報院 (INEGI)
- en:Guía Roji

### アジア

#### インド
- en:Survey of India

#### 中国
- zh:国家测绘地理信息局

#### タイ
- en:Royal Thai Survey Department

#### 日本
- 国土地理院
- アイサンテクノロジー
- アジア航測
- 国際航業
- 昭文社
- ゼンリン
- トヨタマップマスター
- パスコ (航空測量)
- マイナビ出版 (旧東京地図出版)
- LINEヤフー (旧アルプス社)

##### 教科用図書としての地図
- 2東京書籍
- 46帝国書院
- 130二宮書店